# Brian Oliver
Pour les articles homonymes, voir Oliver.
Brian Darnell Oliver, né le 1er juin 1968 à Chicago dans l'Illinois, est un ancien joueur américain de basket-ball.

## Biographie
Il a également la nationalité italienne.